# سارا داگلاس
 سارا داگلاس (انگلیسی: Sarah Douglas؛ زادهٔ ۱۲ دسامبر ۱۹۵۲) هنرپیشه اهل بریتانیا است. از فیلم‌هایی که وی در آن نقش داشته است، می‌توان به اسلج همر!، آینه، آینه ۲، سوپرمن و سوپرمن ۲ اشاره کرد.